# نوتروپنی
نوتروپنی (به انگلیسی: Neutropenia)، یک نارسایی ایمنی ناشی از غلظت کم نوتروفیل است. شمار نوتروفیل کمتر از ۱۵۰۰ در میلی متر مکعب غیرطبیعی است، که در نتیجه کاهش تولید نوتروفیل یا افزایش تخریب این سلول‌ها حادث می‌شود.
وجود نوتروفیل‌ها در پیشگیری و محدودیت عفونت‌های باکتریایی ضروری است، لذا بیمار مبتلا به نوتروپنی بیشتر در معرض خطر عفونت‌هایی با منشأ داخلی و خارجی قرار می‌گیرد (مسیر معدی روده‌ای و پوست از منابع داخلی می‌باشند).
خطر عفونت در افراد مبتلا به نوتروپنی نه فقط به دلیل شدت کاهش شمار نوتروفیل‌ها آن، بلکه طول مدت زمان ابتلا به نوتروپنی نیز در بروز آن دخالت دارد. تعداد واقعی نوتروفیل‌ها معروف به “شمارش کامل نوتروفیل‌ها” به اختصار ANC با محاسبهٔ ساده ریاضی و به‌کارگیری اطلاعات به دست آمده از آزمایش CBC و آزمون افتراقی به دست می‌آید.
خطر عفونت با طول مدت زمان ابتلا به نوتروپنی افزایش پیدا می‌کند، حتی اگر نوتروپنی ملایم باشد. به‌طور وارون نیز در نوتروپنی شدید اگر طول مدت زمان آن زیاد نباشد، عفونتی ایجاد نمی‌شود، مانند آن چه پس از شیمی درمانی ایجاد می‌شود.

## تظاهرات بالینی
تا هنگام عدم ابتلای بیمار به عفونت، علائمی دال بر وجود نوتروپنی بروز نمی‌کند. آزمایش CBC diff، نظیر آزمون‌های بعد از شیمی‌درمانی می‌تواند قبل از شروع عفونت نوتروپنی را آشکار سازد.

## علت و عوامل مستعد کننده
علت نوتروپنی کاهش و از دست رفتن توانایی مغز استخوان جهت تولید نوتروفیل ها است و میتواند با تظاهرات بالینی دیگر نظیر گرانولوسیتوپنی و آگرانولوسیتوز و ... ظاهر شود. برخی از عوامل دارویی ( مخصوصا کلرامفنیکل ) سموم شیمیایی ( ارگانوفسفاتها) ، قرار گرفتن در معرض تشعشعات و شیمی درمانی مهمترین علت نوتروپنی به شمار میروند. بیشترین گروه در معرض خطر نوتروپنی زنان میانسال و مسن ( به علت یائسگی ) هستند. همچنین افرادی که به مدت طولانی از داروهای مهار کننده فولات ( نظیر سولفونامیدها ، گلی‌بن کلامید و ...) باید نسبت به انجام آزمایش های دوره ای برای شمارش نوتروفیل ها، جهت پیشگیری از نوتروپنی تشویق شوند.

## تدابیر طبی
بر اساس علت ایجاد نوتروپنی، درمان آن متفاوت است. در نوتروپنی ناشی از مصرف دارو، در صورت امکان داروی مسبب باید قطع شود. در درمان نئوپلاسم، نوتروپنی ممکن است موقتاً تشدید و با بهبودی مغز استخوان برطرف گردد. در صورتی که اختلالات ایمنولوژیک عامل ایجادکننده باشد، کورتیکواستروئید تجویز می‌شود.
قطع یا کاهش شیمی درمانی یا پرتو درمانی ایجادکنندهٔ نوتروپنی نیز می‌تواند در رفع آن مفید واقع شود. گر چه در مورد درمان‌های قطعی تجویز فاکتور رشد برای دستیابی به حداکثر تأثیر ضدتوموری ترجیح داده می‌شود.
در صورت بروز تب در بیماران مبتلا به نوتروپنی، باید بلافاصله در بیمارستان بستری و از نظر عفونت تحت نظر قرار گیرد. از خون، ادرار و خلط بیمار باید کشت تهیه گردیده و عکس‌برداری از قفسه سینه انجام شود. برای اطمینان از انجام درمان علیه ارگانیسم مسبب، آنتی‌بیوتیک وسیع الطیف قبل از جواب کشت تجویز می‌شود، ولی پس از دستیابی به جواب کشت، ممکن است نوع آنتی‌بیوتیک تغییر داده شود.